# Hemisphaerodromia monodous
Hemisphaerodromia monodous is een krabbensoort uit de familie van de Dromiidae. De wetenschappelijke naam van de soort is voor het eerst geldig gepubliceerd in 1918 door Stebbing.